# Alexander Kosenkow
Alexander Kosenkow, född den 14 mars 1977, är en tysk friidrottare som tävlar i kortdistanslöpning.
Kosenkow främsta merit är att han ingick i det tyska stafettlaget över 4 x 100 meter vid EM 2002 i München som slutade trea.
Han har även deltagit individuellt vid Olympiska sommarspelen 2004 samt vid VM 2003 på 100 meter och vid VM 2001 på 200 meter utan att nå finalen.

## Personliga rekord
- 100 meter - 10,14
- 200 meter - 20,55